# 東五軒町
東五軒町（日语：／ Higashi-gokenchō */?）是東京都新宿區的町名。已實施住居表示，不設「丁目」。當地人口1,716人（2013年8月1日）。郵遞區號為162-0813。

## 地理
位於新宿區東北部。北與文京區水道二丁目、一丁目之間以目白通為界，東臨新宿區新小川町，南接新宿區筑土八幡町、白銀町，西通新宿區赤城元町、西五軒町。
地域內是住宅、辦公大樓混合區，多印刷、裝訂相關企業。

## 歷史
1982年（昭和57年）實施住居表示，保留過去的町名、町界。

### 地名由來
位於五軒町（現西五軒町）東側而得名。

## 交通
町域內沒有鐵路車站，可利用東京地下鐵有樂町線江戶川橋站。

## 設施
- 東販本社
- 雙葉社
- 斑馬文具本社
- Angel出版

## 備註
1. ↑  『角川日本地名大辞典 13　東京都』、角川書店、1991年再版、P878
2. ↑  .   [2013-08-10]. （原始内容存档于2014-08-19）.

## 外部連結
- 新宿區役所 （页面存档备份，存于）